# Paul de Vree
Paul de Vree (* 13. November 1909 in Antwerpen, Belgien; † 25. April 1982 ebenda) war ein flämischer Maler, Grafiker und Schriftsteller.

## Leben
Der belgische Künstler und Poet Paul de Vree war in der Nachkriegszeit mit Ernst Jandl, Christian Morgenstern und Kurt Schwitters einer der ersten Vertreter der Konkreten Poesie und der Lautpoesie. Zahlreiche Lautgedichte von Paul de Vree wurden in einem Tonstudio in Utrecht aufgenommen. Er war Mitbegründer mehrerer Zeitschriften, unter anderen Die Tafelrunde, die von 1953 bis 1981 erschien. In den Vereinigungen Maatschappij der Nederlandse Letterkunde, dem P.E.N. poets essayists novelists, der Vereniging van Vlaamse Letterkundigen und der Paul van Ostaijen Genossenschaft war er Mitglied.

## Bücher
- 1964 Een kringslop. Hasselt 1964, 155 S.
- 1965 h.eros.hima. Hasselt 1965, 78 S.
- 1969 buiten de oevers. Antwerpen 1969, 103 S.

## Gruppenausstellungen (Auswahl)
- 1987: documenta 8, Kassel
- 2004: Museum van Hedendaagse Kunst Antwerpen, Antwerpen
- 2006: Poeti XXL a Chiari Villa Mazzotti, Chiari, Lombardei
- 2008: Peripheral vision and collective body – Museion in Bozen, Trentino
- 2012: Spirits of Internationalism, 6 European collections, 1956–1986, Van Abbemuseum, Eindhoven